# Церква Лизогуба
Це́рква усипа́льниця Лизогу́ба (Церква Якова) — будівля, що прибудована до Успенського собору Єлецького монастиря, яка являє собою церкву усипальницю козацьких полковників Лизогубів.
За час перебування на посаді чернігівського полковника Яків Лизогуб, здійснив значне церковне будівництво, дарував церквам неабиякі коштовності. У 1698 році він розпочав спорудження усипальниці в Успенському соборі Єлецького монастиря. Тут його й поховали, коли він помер (19 серпня 1698 року), а будівництво завершив його син Юхим. Після освячення, що відбулося 14 вересня 1701 року, усипальниця одержала назву церкви Якова. Далі цей храм став усипальницею родини Лизогубів. Богослужіння тут проводили рідко. У ньому розміщувалися багата монастирська ризниця та бібліотека з архівом монастиря, поки їх не знищила пожежа 21 січня 1869 року.
Каплиця побудована дуже тактовно відносно собору — розмір її відповідає розмірові галереї, що раніше знаходилась біля храму. Висота будови разом із дахом сягає майже на половину висоти стін храму. Зараз над каплицею дві невисокі бані, раніше була й третя — над західною частиною.